# Jul i Rumänien
Jul i Rumänien (rumänska: Crăciunul în România) är en av årets större helger. Julen infördes genom kristnandet, men drabbades av bakslag under kommuniståren (1947–1989), då koncept som kristendom, Jesus och religion överhuvudtaget motarbetades av regimen. I det postkommunistiska Rumänien fick firandet ett uppsving, och firandet inleds runt Sankt Andreas-dagen den 30 november, och varar till den 7 januari, då man firar Johannes döparen. Andra större helgdagar under perioden är Rumäniens stora unionsdag, Sankt Nikolaus, Sankt Ignatius, Julafton, Juldagen, Stefanos, Nyårsdagen och Trettondedag jul.

### Fotnoter
1. ↑  ”Winter holidays and Christmas traditions in Romania: the Bear dance, the Masked carolers and the Goat” (på engelska). Romania Insider. 21 december 2012. http://www.romania-insider.com/winter-holidays-and-christmas-traditions-in-romania-the-bear-dance-the-masked-carolers-and-the-goat/71966/. Läst 24 december 2015.